# Sở giao dịch chứng khoán Campuchia

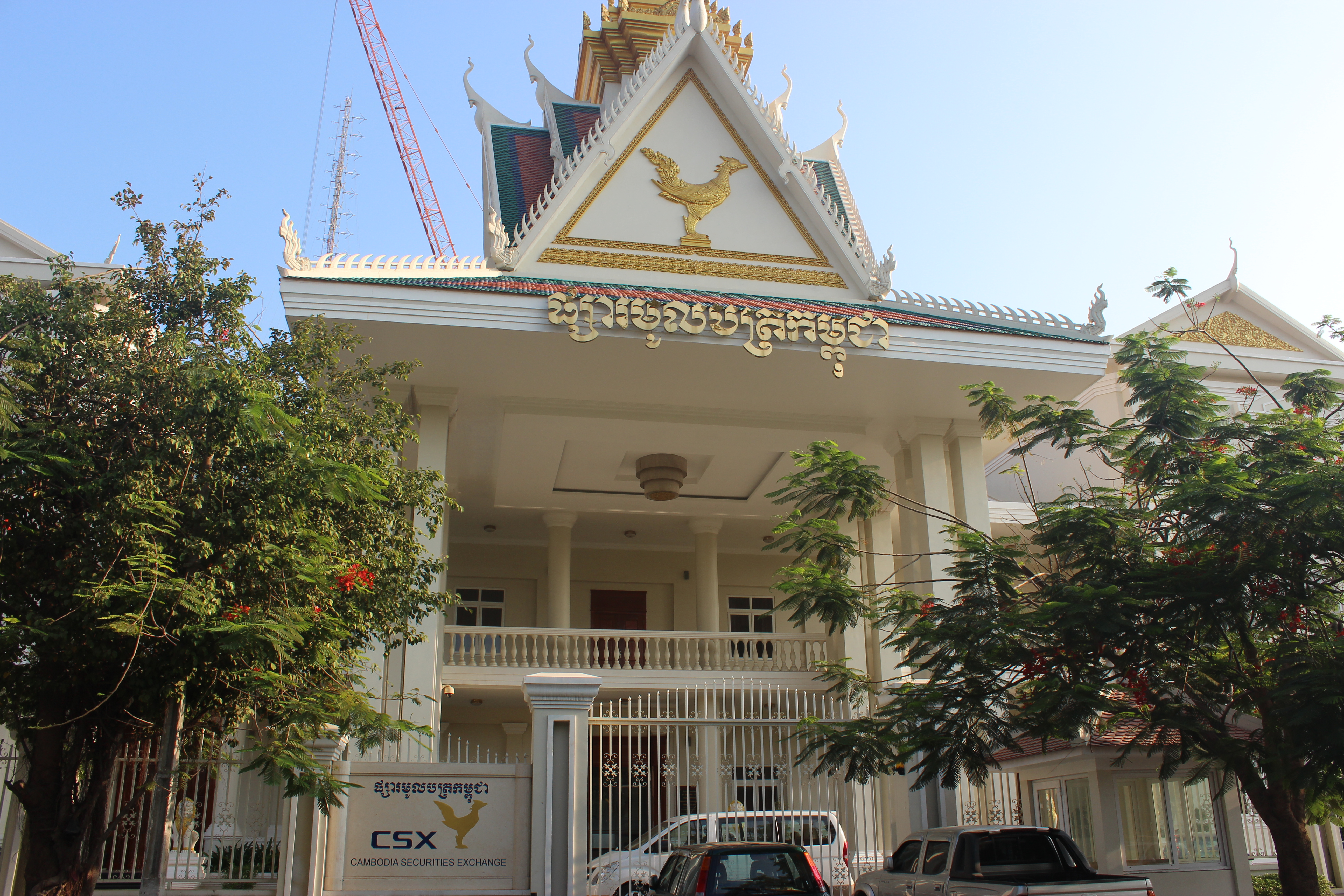
Sở giao dịch chứng khoán Campuchia

Sở giao dịch chứng khoán Campuchia (Cambodia Securities Exchange/CSX, tiếng Khmer: ក្រុមហ៊ុនផ្សារមូលបត្រកម្ពុជា, viết tắt:  ផមក) là sàn giao dịch chứng khoán quốc gia của Campuchia. Mục đích của sàn giao dịch là nhằm tạo cơ chế huy động vốn để đạt được tăng trưởng kinh tế cao bằng cách tạo điều kiện thuận lợi cho dòng vốn, đầu tư và tái phân bổ vốn dựa trên các cơ chế thị trường vốn. Sàn giao dịch có trụ sở chính tại Tòa nhà Canadia Tower tại thủ đô Phnom Penh của Campuchia. Tính đến năm 2016, CSX được báo cáo là có tổng vốn hóa thị trường nhỏ nhất đối với các công ty niêm yết của mình trong số bất kỳ sàn giao dịch chứng khoán nào trên thế giới, với tổng vốn hóa là 103,1 triệu USD. Vào tháng 6 năm 2021, vốn hóa thị trường đạt 2,4 tỷ đô la Mỹ.

## Thành lập
Vào tháng 11 năm 2006, Bộ Kinh tế và Tài chính Campuchia (MEF) và Sở giao dịch chứng khoán Hàn Quốc (KRX) đã ký Biên bản ghi nhớ (MOU) để phát triển thị trường chứng khoán tại Campuchia. Tháng 11 năm 2007, Thủ tướng Campuchia, Samdech Hun Sen đã tổ chức một hội nghị quốc tế thúc đẩy việc ra mắt dự án Thị trường Chứng khoán Campuchia. Vào tháng 3 năm 2009, Chính phủ Hoàng gia Campuchia và Sở Giao dịch Chứng khoán Hàn Quốc đã ký "Thỏa thuận liên doanh" để thành lập một thị trường chứng khoán ("Công ty TNHH Sở Giao dịch Chứng khoán Campuchia"). Sau đó, Sở Giao dịch Chứng khoán Campuchia được thành lập vào ngày 23 tháng 2 năm 2010. MEF sở hữu 55% vốn đăng ký và KRX sở hữu 45% còn lại.

## Niêm yết
Vào ngày 18 tháng 4 năm 2012, Công ty cấp nước Phnom Penh (រដ្ឋាករទឹកស្វយ័តក្រុងភ្នំពេញ) đã trở thành doanh nghiệp trong nước đầu tiên được niêm yết trên Sở giao dịch chứng khoán Campuchia. Cổ phiếu của công ty đã tăng 48% vào ngày giao dịch đầu tiên sau khi các nhà đầu tư tìm kiếm gấp 10 lần số cổ phiếu có sẵn. Cổ phiếu thứ hai được niêm yết hiện tại (tháng 2 năm 2015) là Grand Twins International, một nhà sản xuất hàng may mặc Đài Loan, ngày giao dịch đầu tiên là ngày 16 tháng 6 năm 2014. Tính đến năm 2019, có 5 cổ phiếu được niêm yết, cụ thể là Công ty cấp nước Phnom Penh (Phnom Penh Water Supply Authority), Grand Twin International Plc., Phnom Penh Autonomous Port, Phnom Penh Special Economic Zone và Sihanukvile Autonomous Port. Sàn CSX cũng đã nhận được 2 trái phiếu doanh nghiệp niêm yết từ Hatha Kaksekar Limited vào năm 2018 và LOLC Cambodia Plc vào năm 2019.

## Điểm nhấn
- Ngày 18 tháng 4 năm 2012 – Công ty cấp nước Phnom Penh trở thành công ty niêm yết trong nước đầu tiên trên Sở giao dịch chứng khoán Campuchia.
- Ngày 11 tháng 7 năm 2011 – CSX được Phó Thủ tướng Keat Chhon, Bộ trưởng Bộ Kinh tế và Tài chính khánh thành.
- Ngày 28 tháng 2 năm 2011 – CSX nhận được sự chấp thuận từ SECC để hoạt động với tư cách là Nhà điều hành thị trường, Cơ sở thanh toán bù trừ và Nhà điều hành lưu ký (trung tâm lưu ký chứng khoán).
- Ngày 23 tháng 2 năm 2010 – Đăng ký doanh nghiệp với tư cách là doanh nghiệp đại chúng có cổ phần nhà nước nắm giữ phần lớn.
- Ngày 23 tháng 3 năm 2009 – "Thỏa thuận liên doanh" giữa Chính phủ Hoàng gia Campuchia do Bộ Kinh tế và Tài chính đại diện và Sở giao dịch chứng khoán Hàn Quốc.
- Ngày 21 tháng 1 năm 2008 – Biên bản ghi nhớ về "Thành lập Sở giao dịch chứng khoán Campuchia tại Vương quốc Campuchia" đã được MEF và KRX ký kết.
- Ngày 6 tháng 9 năm 2007 – Hội nghị quốc tế về việc ra mắt Dự án thị trường chứng khoán Campuchia.
- Ngày 20 tháng 11 năm 2006 – Biên bản ghi nhớ về "Phát triển thị trường chứng khoán tại Campuchia" đã được ký kết giữa MEF và KRX.

## Cơ cấu
CSX bao gồm các phòng ban sau:
- Phòng Hành chính và Tài chính (Administration and Finance Department)
- Phòng Công nghệ thông tin (IT Department)
- Phòng Niêm yết và Công bố thông tin (Listing and Disclosure Department)
- Phòng Hoạt động thị trường (Market Operations Department)
- Phòng Thanh toán bù trừ (Clearing and Settlement Department)
- Phòng Lưu ký (Depository Department)

## Công ty niêm yết
Các công ty sau đây được niêm yết trên Sàn giao dịch chứng khoán Campuchia:
| Mã CK | Công ty                       | Lĩnh vực              |
| ----- | ----------------------------- | --------------------- |
| PWSA  | Phnom Penh Water Supply       | Năng lượng & Tiện ích |
| GTI   | Grand Twins International     | Sản xuất hàng may mặc |
| PPAP  | Phnom Penh Autonomous Ports   | Thương mại            |
| PPSP  | Phnom Penh SEZ PLC            | Thương mại            |
| PAS   | Sihanoukville Autonomous Port | Thương mại            |
| ABC   | ACLEDA Bank                   | Ngân hàng             |
| PEPC  | Pestech (Cambodia) Plc.       | Năng lượng            |

Các công ty sau đây được đề xuất niêm yết:
- PESTECH Cambodia Limited[5]
- Acleda Bank[6]

## Bảo lãnh
Các tổ chức thành viên được cấp phép bảo lãnh: Các công ty môi giới sau đây là thành viên của CSX và được phép thực hiện bảo lãnh phát hành chứng khoán:
| TT | Công ty                                   |
| -- | ----------------------------------------- |
| 1  | Acleda Securities Plc.                    |
| 2  | Cab Securities Limited                    |
| 3  | Cambodia - Vietnam Securities Plc.        |
| 4  | Campu Securities Plc.                     |
| 5  | Cana Securities Ltd                       |
| 6  | Golden Fortune (Cambodia) Securities Plc. |
| 7  | Phnom Penh Securities Plc.                |
| 8  | RHB Indochina Securities Plc.             |
| 9  | SBI Royal Securities Plc.                 |
| 10 | Yuanta Securities (Cambodia) Plc.         |

## Giờ giấc
Quy trình giao dịch và thanh toán chi tiết cùng các cơ chế liên quan có thể được tìm thấy tại http://www.csx.com.kh/operation/market/listPosts.do?MNCD=3010. Thời gian Giao dịch, thanh toán và lưu ký như sau: 
- Giao dịch: Ngày giao dịch sẽ là từ Thứ Hai đến Thứ Sáu, trừ các ngày lễ. Giờ giao dịch bắt đầu từ 8:00 sáng đến 11:30 sáng. Giao dịch được thực hiện thông qua đấu giá một giá từ 8:00 sáng đến 9:00 sáng và từ 11:00 sáng đến 11:30 sáng. Đấu giá nhiều giá liên tục được thực hiện từ 9:00 sáng đến 11:00 sáng, mở cửa lúc 9:00 sáng và đóng cửa lúc 11:30 sáng.
- Thanh toán: Thanh toán giữa các thành viên và CSX được thực hiện thông qua 3 ngân hàng tham gia: ACLEDA Bank, Canadia Bank, BIDC.
- Lưu ký: Tất cả các chứng khoán được niêm yết và giao dịch trên CSX đều được lưu ký tại CSX.